# 影音雙面碟
DualDisc，中文稱為影音雙面碟或雙面光碟，是指一種兩面皆可讀取的光碟，能在其中一面提供類似CD格式的內容及在另一面提供標準DVD格式的內容，用以儲存音樂或影像。
DualDisc能在一般CD播放機、DVD播放機，以至電腦專用DVD-ROM光碟機內播放。但由於DualDisc厚度達1.5mm，較普通CD/DVD的1.2mm厚，因此部份較舊的吸入式CD/DVD機可能無法播放DualDisc。

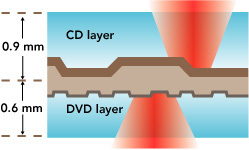
DualDisc結構圖

## 外部連結
- 有關DualDisc的常見問題答問(連結自SonyMusic)